# Calzada de Don Diego
Calzada de Don Diego è un comune spagnolo di 245 abitanti situato nella comunità autonoma di Castiglia e León.